# Saint-Jean-sur-Moivre
Pour les articles homonymes, voir Saint-Jean.
Saint-Jean-sur-Moivre est une commune française située dans le département de la Marne, en région Grand Est.

## Géographie

### Localisation

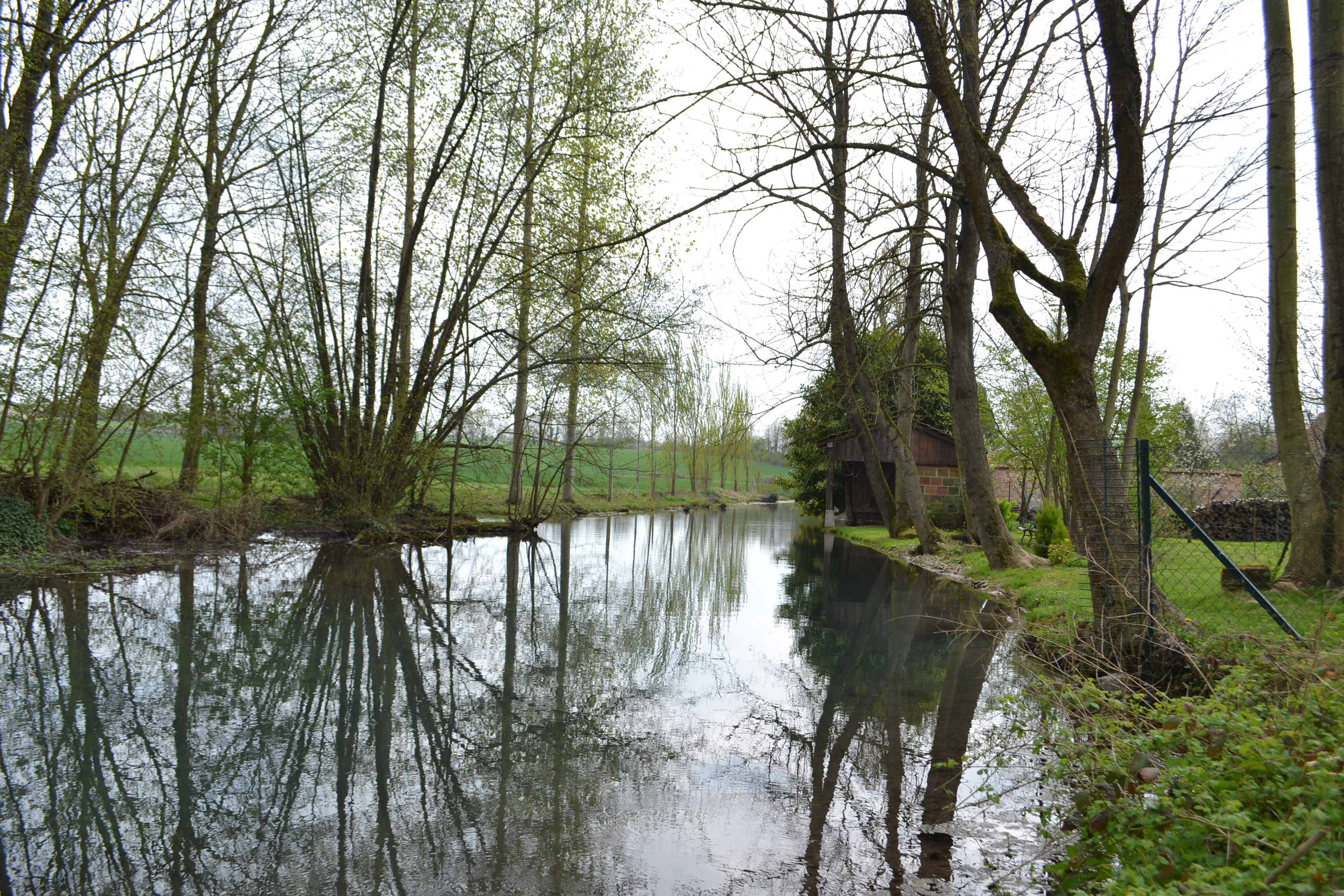
La Moivre à Saint-Jean-sur-Moivre.

Saint-Jean-sur-Moivre se trouve au centre-est du département de la Marne, en région Grand Est. La commune appartient à la région agricole de la Champagne crayeuse.
La commune de Saint-Jean-sur-Moivre s'étend sur une superficie de 1 507 hectares. Sur son territoire, l'altitude varie de 103 à 214 mètres. Le nord de la commune est occupé par le Mont de Noix. Au centre, se trouve le village de Saint-Jean traversé par la Moivre, qui s'écoule d'est en ouest vers la Marne. Après la vallée de la Moivre, l'altitude augmente à nouveau vers le sud en direction du Mont Bernois et du Mont Epée, qui culminent à plus de 200 mètres.
Par la route, Saint-Jean-sur-Moivre se situe à 18 km de Châlons-en-Champagne, préfecture de la Marne, à 28 km de Vitry-le-François, et à 13 km de Saint-Germain-la-Ville, siège de la communauté de communes de la Moivre à la Coole dont Saint-Jean-sur-Moivre fait partie. La commune fait en outre partie du bassin de vie de Châlons-en-Champagne.
Saint-Jean-sur-Moivre est limitrophe de 4 communes :
|                      | Marson                |            |
| Dampierre-sur-Moivre | Saint-Jean-sur-Moivre | Coupéville |
|                      | Saint-Amand-sur-Fion  |            |

### Hydrographie
La commune est dans la région hydrographique « la Seine de sa source au confluent de l'Oise (exclu) » au sein du bassin Seine-Normandie. Elle est drainée par la Moivre,.
La Moivre, d'une longueur de 23 km, prend sa source dans la commune de Moivre et se jette dans la Marne à Vésigneul-sur-Marne, après avoir traversé huit communes. 

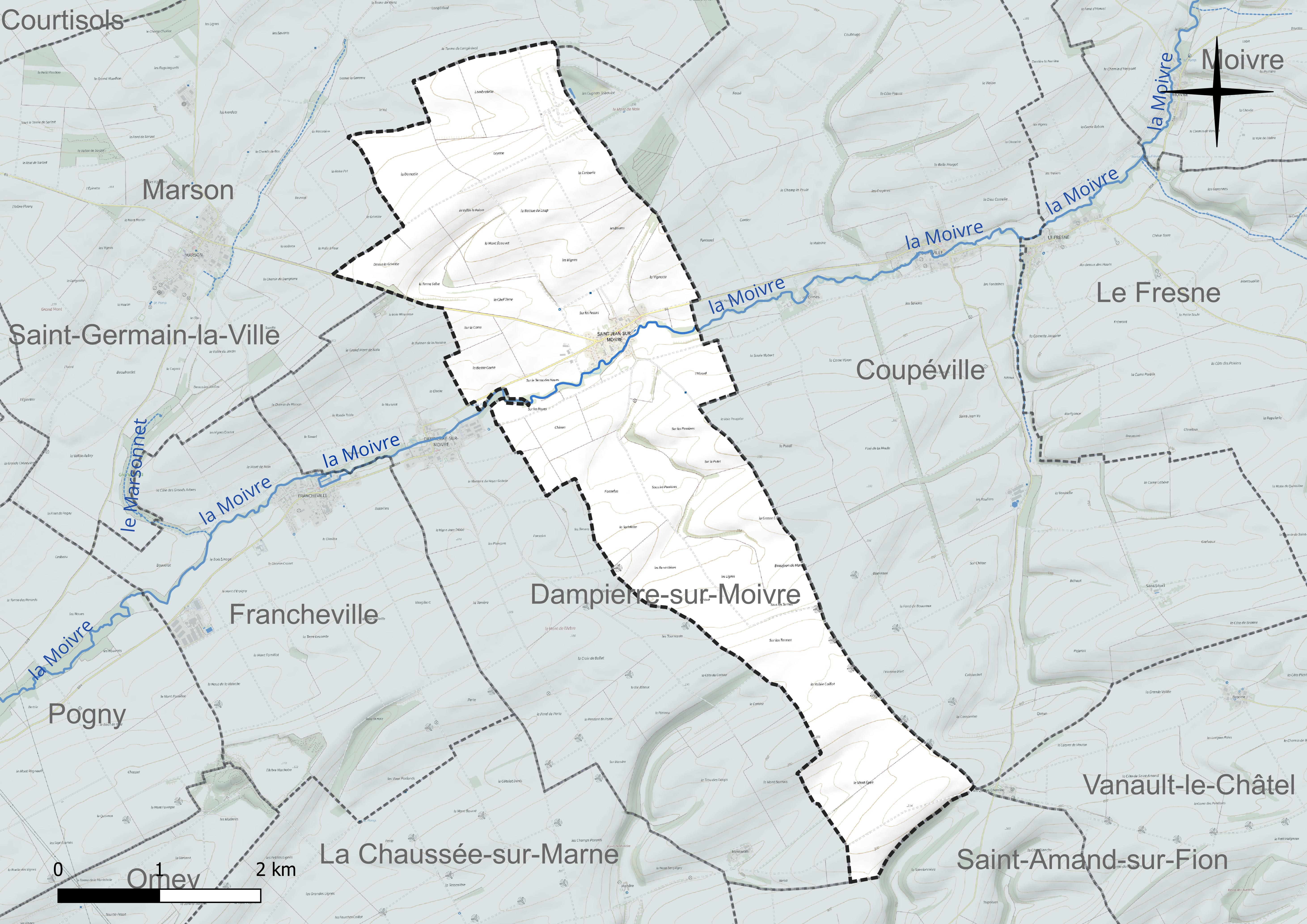
Réseau hydrographique de Saint-Jean-sur-Moivre.

### Climat
Pour des articles plus généraux, voir Climat du Grand Est et Climat de la Marne.
En 2010, le climat de la commune est de type climat océanique dégradé des plaines du Centre et du Nord, selon une étude du Centre national de la recherche scientifique s'appuyant sur une série de données couvrant la période 1971-2000. En 2020, Météo-France publie une typologie des climats de la France métropolitaine dans laquelle la commune est exposée à un climat océanique altéré et est dans la région climatique  Nord-est du bassin Parisien, caractérisée par un ensoleillement médiocre, une pluviométrie moyenne régulièrement répartie au cours de l’année et un hiver froid (3 °C). 
Pour la période 1971-2000, la température annuelle moyenne est de 10,3 °C, avec une amplitude thermique annuelle de 15,9 °C. Le cumul annuel moyen de précipitations est de 731 mm, avec 12,2 jours de précipitations en janvier et 8,7 jours en juillet. Pour la période 1991-2020, la température moyenne annuelle observée sur la station météorologique de Météo-France la plus proche, « Somme-Vesle », sur la commune de Somme-Vesle à 9 km à vol d'oiseau, est de 10,7 °C et le cumul annuel moyen de précipitations est de 782,0 mm. 
La température maximale relevée sur cette station est de 41,5 °C, atteinte le 25 juillet 2019 ; la température minimale est de −17,6 °C, atteinte le 21 février 1994,,. 
Les paramètres climatiques de la commune ont été estimés pour le milieu du siècle (2041-2070) selon différents scénarios d'émission de gaz à effet de serre à partir des nouvelles projections climatiques de référence DRIAS-2020. Ils sont consultables sur un site dédié publié par Météo-France en novembre 2022.

### Milieux naturels et biodiversité
L'Inventaire national du patrimoine naturel (INPN) recense 298 espèces sur le territoire de la commune, dont 70 espèces protégées et 31 espèces menacées.
Saint-Jean-sur-Moivre ne compte aucune zone naturelle d'intérêt écologique, faunistique et floristique (ZNIEFF) ou autre espace naturel protégé sur son territoire.

## Urbanisme

### Typologie
Au 1er janvier 2024, Saint-Jean-sur-Moivre est catégorisée commune rurale à habitat dispersé, selon la nouvelle grille communale de densité à sept niveaux définie par l'Insee en 2022.
Elle est située hors unité urbaine. Par ailleurs la commune fait partie de l'aire d'attraction de Châlons-en-Champagne, dont elle est une commune de la couronne,. Cette aire, qui regroupe 97 communes, est catégorisée dans les aires de 50 000 à moins de 200 000 habitants,.

### Occupation des sols
L'occupation des sols de la commune, telle qu'elle ressort de la base de données européenne d’occupation biophysique des sols Corine Land Cover (CLC), est marquée par l'importance des territoires agricoles (96,5 % en 2018), en diminution par rapport à 1990 (98,3 %). La répartition détaillée en 2018 est la suivante : 
terres arables (96,4 %), mines, décharges et chantiers (1,9 %), zones urbanisées (1,7 %). L'évolution de l’occupation des sols de la commune et de ses infrastructures peut être observée sur les différentes représentations cartographiques du territoire : la carte de Cassini (XVIIIe siècle), la carte d'état-major (1820-1866) et les cartes ou photos aériennes de l'IGN pour la période actuelle (1950 à aujourd'hui).

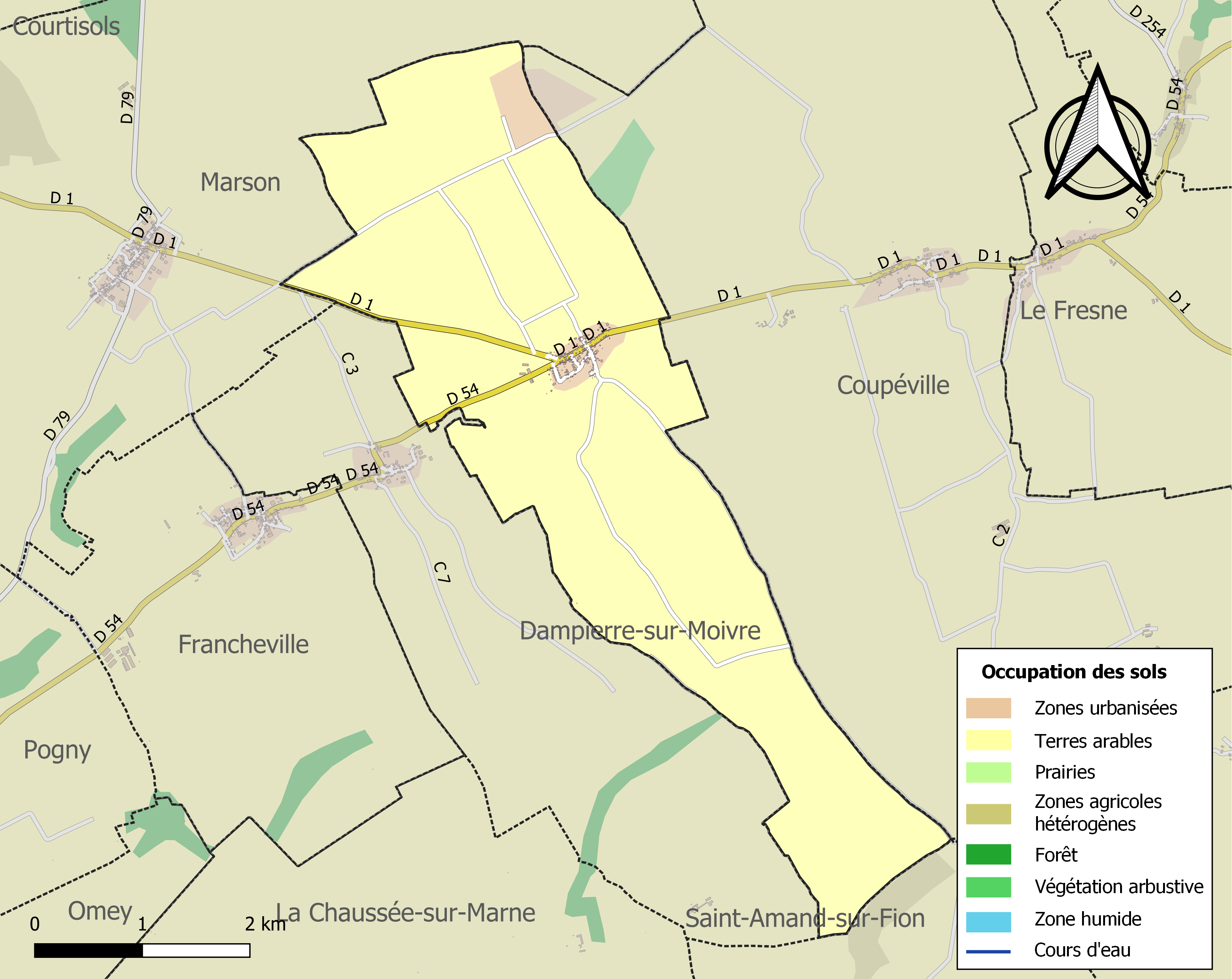
Carte des infrastructures et de l'occupation des sols de la commune en 2018 (CLC).

## Toponymie

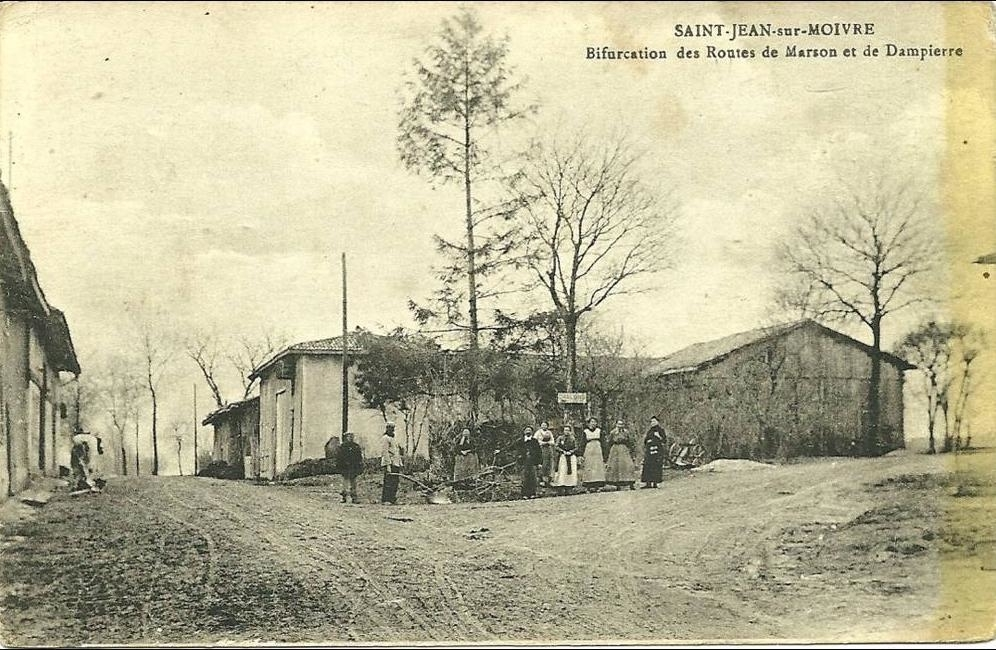
Carte postale du village vers 1910.

Les premières mentions connues du nom de la commune remontent au XIIe siècle : Ecclesia Sancti Johannis (1107) et Sanctus Johannes super Mouviam (1152). L'église est dédiée à saint Jean-Baptiste, d'où le nom de Saint-Jean-sur-Moivre. La Moivre est la rivière qui arrose la commune.
Au cours de la Révolution française, la commune porte provisoirement les noms de Moivrecourt et de Moivremont.

## Histoire
Le 3 juillet 1964, un incendie détruit les maisons proches de l'église.

## Politique et administration

### Intercommunalité
La commune, antérieurement membre de la communauté de communes du Mont de Noix, est membre, depuis le 1er janvier 2014, de la communauté de communes de la Moivre à la Coole.
En effet, conformément au schéma départemental de coopération intercommunale de la Marne du 15 décembre 2011, cette communauté de communes de la Moivre à la Coole est issue de la fusion, au 1er janvier 2014, de la Communauté de communes de la Vallée de la Coole, de  la Communauté de communes de la Guenelle, de la communauté de communes du Mont de Noix et de la communauté de communes de la Vallée de la Craie.

### Liste des maires
| Période                                  | Période                     | Identité      | Étiquette | Qualité |
| ---------------------------------------- | --------------------------- | ------------- | --------- | ------- |
| Les données manquantes sont à compléter. |                             |               |           |         |
| avant 1876                               | après 1877                  | Lézé          |           |         |
| mars 2008                                | mars 2014                   | Alain Gatier  |           |         |
| mars 2014                                | En cours (au 16 avril 2017) | Raymond Lapie |           |         |

## Équipements et services publics

### Eau et déchets
L'approvisionnement en eau potable et l'assainissement des eaux usées sont des compétences de la communauté de communes de la Moivre à la Coole. La commune de Saint-Jean-sur-Moivre est alimentée en eau potable par le captage de Dampierre-sur-Moivre. L'approvisionnement en eau potable est délégué à Veolia. L'assainissement y est non collectif.
Le service public des déchets est assuré par le Syndicat mixte du Sud-Est Marnais (SYMSEM), qui a mis en place une redevance incitative. La collecte des ordures ménagères résiduelles (en bacs noirs pucés ou en sacs rouges prépayés) et des emballages ménagers recyclables (en sacs jaunes) est réalisée en porte à porte. Le SYMSEM adhérant au syndicat de valorisation des ordures ménagères de la Marne (SYVALOM), ces déchets sont amenés en centre de transfert à Sainte-Menehould ou Vitry-en-Perthois, puis valorisés sur le site de La Veuve. La collecte du verre se fait en apport volontaire, avant transformation dans une usine de Reims. Pour les déchets volumineux ou dangereux, le SYMSEM met à disposition de ses habitants une plateforme de déchets verts et gravats, à Saint-Amand-sur-Fion, ainsi que 12 déchèteries, à Arrigny, Courtisols, Givry-en-Argonne, Mairy-sur-Marne, Pargny-sur-Saulx, Pogny, Sainte-Menehould, Thiéblemont-Farémont, Valmy, Vanault-les-Dames, Villers-en-Argonne et Ville-sur-Tourbe.

### Enseignement
Saint-Jean-sur-Moivre fait partie de l'académie de Reims.
La commune dépend de l'école primaire « Arc-en-ciel » de Marson, installée rue du Montier et accueillant 96 élèves (chiffres 2024-2025).
Les enfants de Saint-Jean-sur-Moivre sont ensuite rattachés au collège Perrot d'Ablancourt et au lycée Étienne Oehmichen, tous les deux situés à Châlons-en-Champagne.

### Postes et télécommunications
Une boîte aux lettres de La Poste se trouve sur le territoire de la commune, dans la rue principale. Les bureaux de poste les plus proches sont situés à La Chaussée-sur-Marne et Courtisols.

### Justice, sécurité et secours
Du point de vue judiciaire, Saint-Jean-sur-Moivre relève du conseil de prud'hommes, du tribunal de commerce, du tribunal judiciaire, du tribunal paritaire des baux ruraux et du tribunal pour enfants de Châlons-en-Champagne, dans le ressort de la cour d'appel de Reims. Pour le contentieux administratif, la commune dépend du tribunal administratif de Châlons-en-Champagne et de la cour administrative d'appel de Nancy.
Saint-Jean-sur-Moivre est située en secteur Gendarmerie nationale et dépend de la brigade de Courtisols.
En matière d'incendie et de secours, la commune dépend du Service départemental d'incendie et de secours (SDIS) de la Marne.

## Démographie
L'évolution du nombre d'habitants est connue à travers les recensements de la population effectués dans la commune depuis 1793. Pour les communes de moins de 10 000 habitants, une enquête de recensement portant sur toute la population est réalisée tous les cinq ans, les populations de référence des années intermédiaires étant quant à elles estimées par interpolation ou extrapolation. Pour la commune, le premier recensement exhaustif entrant dans le cadre du nouveau dispositif a été réalisé en 2005.

En 2022, la commune comptait 200 habitants, en évolution de −2,91 % par rapport à 2016 (Marne : −1,19 %, France hors Mayotte : +2,11 %).
| 1793 | 1800 | 1806 | 1821 | 1831 | 1836 | 1841 | 1846 | 1851 |
| ---- | ---- | ---- | ---- | ---- | ---- | ---- | ---- | ---- |
| 225  | 223  | 220  | 268  | 267  | 262  | 248  | 233  | 232  |

| 1856 | 1861 | 1866 | 1872 | 1876 | 1881 | 1886 | 1891 | 1896 |
| ---- | ---- | ---- | ---- | ---- | ---- | ---- | ---- | ---- |
| 224  | 217  | 211  | 191  | 191  | 189  | 181  | 172  | 166  |

| 1901 | 1906 | 1911 | 1921 | 1926 | 1931 | 1936 | 1946 | 1954 |
| ---- | ---- | ---- | ---- | ---- | ---- | ---- | ---- | ---- |
| 156  | 143  | 133  | 121  | 120  | 136  | 140  | 122  | 117  |

| 1962 | 1968 | 1975 | 1982 | 1990 | 1999 | 2005 | 2006 | 2010 |
| ---- | ---- | ---- | ---- | ---- | ---- | ---- | ---- | ---- |
| 129  | 130  | 124  | 142  | 119  | 125  | 175  | 190  | 201  |

| 2015 | 2020 | 2022 | - | - | - | - | - | - |
| ---- | ---- | ---- | - | - | - | - | - | - |
| 202  | 199  | 200  | - | - | - | - | - | - |

## Culture locale et patrimoine

### Lieux et monuments

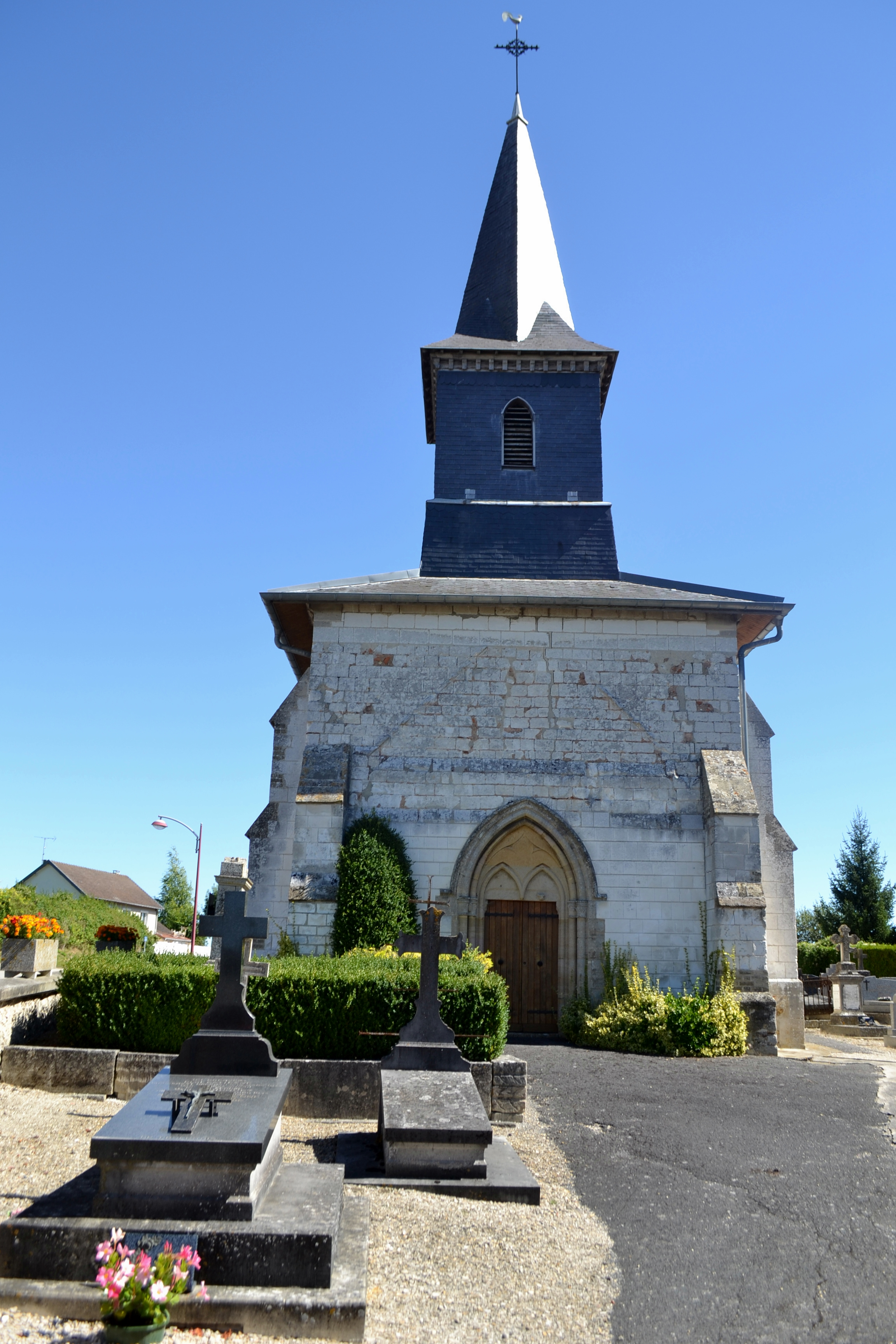
Église Saint-Jean-Baptiste.

- Église des XIIIe et XVe siècles, dédiée à saint Jean-Baptiste.

### Personnalités liées à la commune

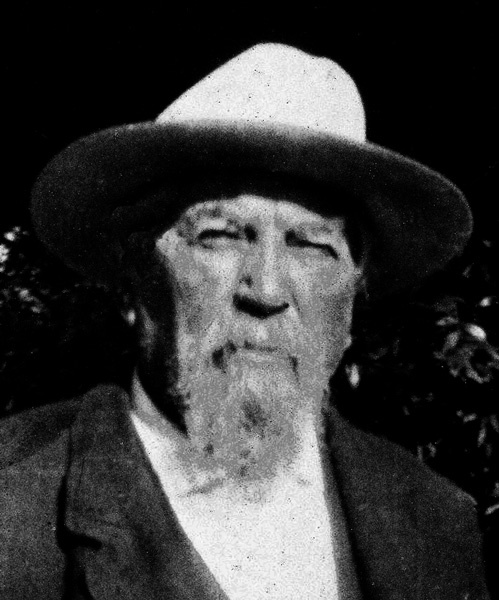
Joshua Chauvet.

- Joshua Chauvet (1822-1908)[48], pionnier, colon, entrepreneur. Né à Saint-Jean-sur-Moivre, y ayant passé sa jeunesse, il quitte la France en 1850 et débarque, sans le sou, à San Francisco. En 1856, il s’installe à Glen Ellen (Californie) où il connaît la réussite dans diverses entreprises commerciales (boulangerie, viticulture...). Une rue porte son nom et plusieurs bâtiments de cette petite ville américaine témoignent encore aujourd’hui de cette activité florissante[49].